# Louis Dupeux
Louis Dupeux, né le 28 juillet 1931 à Châteauroux - mort le 20 mai 2002 à Strasbourg, est un historien et un germaniste français.
Il a été professeur à l'Université Robert-Schuman et au Centre d'études germaniques de Strasbourg. Éminent spécialiste de l'Allemagne de Weimar et du Troisième Reich, il a laissé quelques travaux pionniers sur le climat culturel de l'entre-deux guerres, notamment sur la « révolution conservatrice » et le national-bolchévisme. Les études de Dupeux font aujourd'hui autorité dans l'étude de la nébuleuse idéologico-culturelle qui précède et prépare l'avènement du Reich hitlérien.

## Publications
- Stratégie communiste et dynamique conservatrice. Essai sur les différents sens de l'expression « National-bolchevisme » en Allemagne, sous la République de Weimar (1919-1933), (Lille, Service de reproduction des thèses de l'Université) Paris, Librairie H. Champion, 1976.
- National bolchevisme : stratégie communiste et dynamique conservatrice, 2 vol., Paris, H. Champion, 1979.
- Histoire culturelle de l'Allemagne (1919-1960) (RFA), Paris, PUF, 1989.  (ISBN 2-13-042573-9)
- (dir.), La « Révolution conservatrice » allemande sous la république de Weimar, Actes du colloque, 20-21 mars 1981 et 15-17 mars 1984, Strasbourg ; organisé par le Groupe d'étude de la Révolution conservatrice, Paris, Éditions Kimé, « Histoire des idées, théorie politique et recherches en sciences sociales », 1992.  (ISBN 2-908212-18-8)
- Aspects du fondamentalisme national en Allemagne de 1890 à 1945 et essais complémentaires, Strasbourg, Presses universitaires de Strasbourg, « Les mondes germaniques », 2001.  (ISBN 2-86820-184-9)